# Lluïsa Enriqueta de Borbó
Lluïsa Enriqueta de Borbó, duquessa d'Orleans (París, 20 de juny de 1726 - 1759). Princesa de Conti de la Casa dels Borbons de França amb el tractament d'altesa reial.
Nascuda el 20 de juny de l'any 1726 a París essent filla del príncep Lluís Armand de Borbó-Conti i de la princesa Lluïsa Elisabet de Borbó. Per via paterna, Lluïsa Enriqueta era neta del príncep Francesc Lluís de Borbó i de la princesa Maria Teresa de Borbó-Condé. Per via materna, Lluïsa Enriqueta era neta del príncep Lluís de Borbó-Condé i de la princesa Lluïsa Francesca de Nantes.
El 17 de desembre de l'any 1743 contragué matrimoni al Palau de Versalles amb el príncep Lluís Felip d'Orleans, duc de Chartres i fill del príncep Lluís d'Orleans i de la princesa Maria Joana de Baden-Baden. La parella establerta al Palais Royal de París tingué dos fills:
1. Lluís Felip d'Orleans, nat a Saint-Cloud i guillotinat a París el 1793. Es casà amb la princesa Lluïsa Maria Adelaida de Borbó.
2. Bathilde d'Orleans, nada a Saint-Cloud el 1750 i morta a París el 1822. Es casà amb el príncep Lluís Enric de Borbó, Príncep de Condé.

La duquessa d'Orleans morí a París el dia 9 de febrer de l'any 1759. Moltes foren les veus que afirmaren que la mort de la duquessa, de tan sols 33 anys, fou a causa de la seva conducta escandalosa.